# Pulverschorf

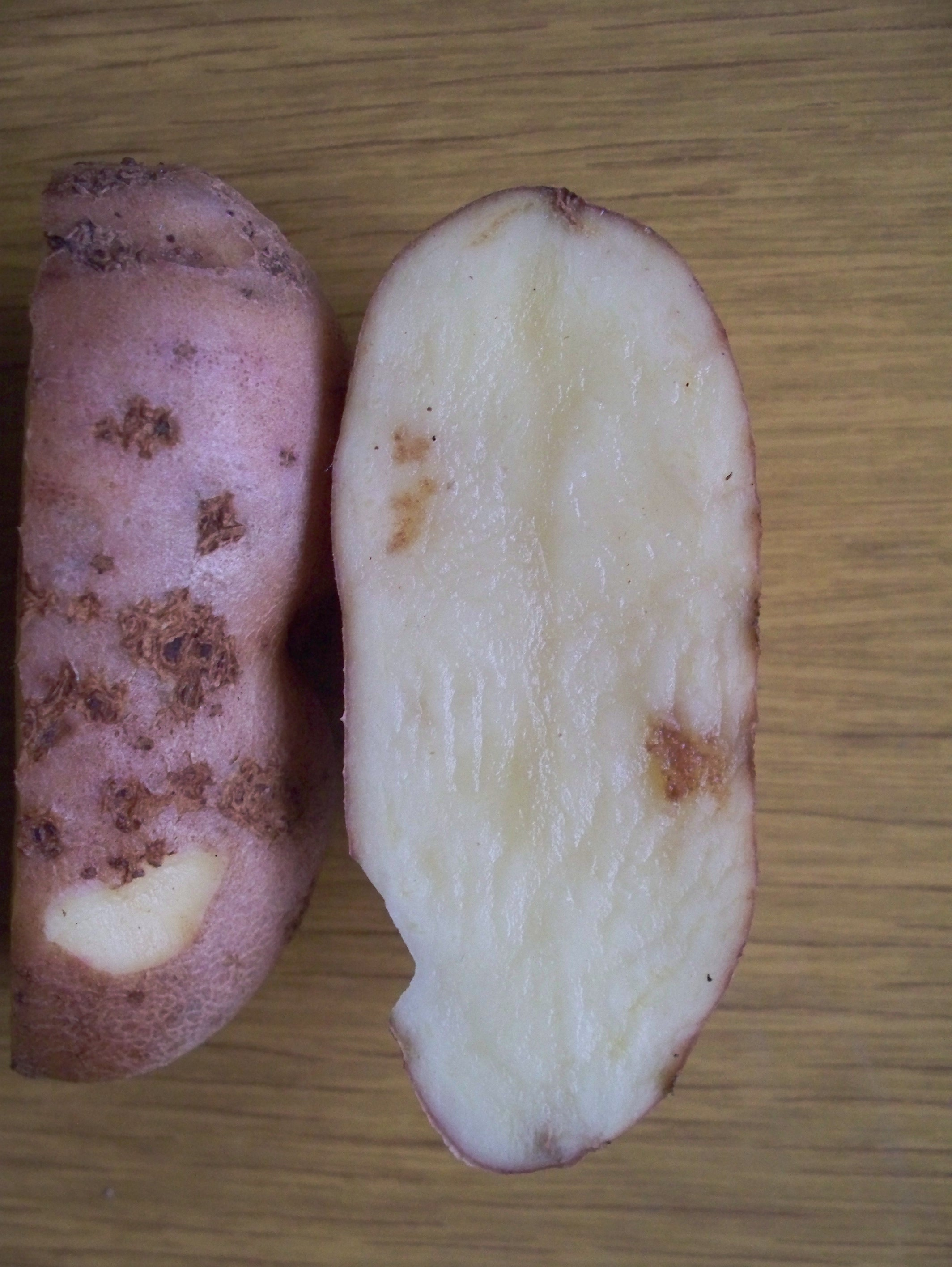
Von Pulverschorf befallene Kartoffel

Der Pulverschorf ist eine Erkrankung der Kartoffel. Sie wird durch den zu den Cercozoa zählenden Erreger Spongospora subterranea f. sp. subterranea verursacht. Pulverschorf kommt in den meisten Anbauregionen für Kartoffeln weltweit vor.

## Symptome und Biologie
Pulverschorf tritt meist in feuchten Anbaulagen und in nassen Jahren auf. Die Sporen können mehrere Jahre im Boden überleben. Die Verbreitung erfolgt jedoch vor allem durch infizierte Saatknollen. Die Infektion kann aber auch über Wurzeln und Stolonen geschehen. Die Befallsstellen enthalten unter der aufgeplatzten Rinde dunkles Sporenmaterial. Letztlich entstehen kleine „korkige“, von zerrissenen Hautstücken umrandete Einbuchtungen. Die Knollen werden stark verformt, faulen leicht und sind kaum zu Futterzwecken zu verwenden. Der Erreger kann Überträger des Mop-Top-Virus sein, das im Innern der Knollen Nekrosen verursacht.

## Bekämpfung
In anfälligen Anbauregionen (z. B. Schottland, Skandinavien) müssen lange Fruchtfolgen eingehalten werden (mind. 5 Jahre). Durch die Auswahl von gesundem Pflanzgut und weniger anfälligen Sorten lässt sich das Befallsrisiko ebenfalls minimieren. Die Beizung des Pflanzgutes und die chemische Behandlung der Böden können zur Kontrolle der Krankheit auch vorgenommen werden. Zur Staunässe neigende Böden sollten für den Kartoffelanbau entwässert (drainiert) werden.